# Bungarus candidus
Bungarus candidus, comúnmente conocido como el krait malayo o krait azul, es una especie de serpiente muy venenosa de la familia Elapidae.  

## Descripción y explicación
El krait malayo puede alcanzar una longitud total de 108 cm (aproximadamente 3,5 pies), con una cola de 16 cm (6,3 pulgadas) de largo.
Dorsalmente, tiene un patrón de 27-34 bandas cruzadas de color marrón oscuro, negro o negro azulado en el cuerpo y la cola, que están estrechadas y redondeadas en los lados. La primera banda cruzada se continúa con el color oscuro de la cabeza. Las bandas cruzadas oscuras están separadas por espacios intermedios amplios, de color blanco amarillento, que pueden estar manchados de negro. Ventralmente, es uniformemente blanco.
Un fenotipo negro sin bandas también se encuentra en algunas poblaciones, p. e. en Bali y, según se informa, en Java occidental y central.
Las escamas dorsales lisas están dispuestas en 15 filas, con la fila vertebral muy agrandada. Las ventrales, son entre 195 y 237; la placa anal es entera; las subcaudales simples (no divididas) son 37 a 56 en número.

## Hábitat
Se encuentra en el sudeste asiático desde el sur de Indochina hasta Java y Bali en Indonesia.

## Veneno
En ratones, la LD50 para esta especie es de 0.1 mg/kg. Ha causado una tasa de mortalidad no tratada de 60 a 70% en humanos.